# 中阳楼街道
中阳楼街道，是中华人民共和国山西省吕梁市孝义市下辖的一个乡镇级行政单位。

## 行政区划
中阳楼街道下辖以下地区：
东关村、北关村、一家庄村、新庄村、西关村、窑上村、铁匠巷村、八家庄村、桥南村、桥北村、尚家庄村、楼东村、楼西村和城东村。